# El Cierre Digital
El Cierre Digital és un diari electrònic espanyol fundat l'any 2018 a Madrid. Aquest mitjà de comunicació està dirigit pel professor i periodista Juan Luis Galiacho. El seu lema és "Investigació dirigida a la veritat". Juan Luis Galiacho ha treballat per El País, El Mundo, La Gaceta, La COPE, Telecinco o Interviú, avui dia intervé habitualment en mitjans de comunicació com Libertad Digital, Estado de Alarma TV, de Javier Negre, Madrid Directo el programa d'actualitat de TeleMadrid, o Telecinco; i també imparteix classes a la Universitat Rei Joan Carles de Madrid. L'any 2021 el volum de vendes de la societat limitada que gestiona El Cierre Digital movia uns 131.000 euros, la meitat dels quals provinents de contractes públics de publicitat de l'Ajuntament de Madrid i del Canal d'Isabel II.
El Cierre SL declara tenir tan sols quatre treballadors, però d'entre els seus col·laboradors destaquen l'excomissari de la Policia Nacional espanyola a la província d'Albacete, José Francisco Roldán que centra els seus articles contra el consentiment sexual, el dret a l'avortament, o la Llei del Només Sí és Sí (anomenada oficialment com Llei Orgànica de Garantia Integral de la Llibertat Sexual). També hi destaquen el periodista i filòsof adscrit a l'escola de Gustavo Bueno, Felicísimo Valbuena, i també Elsa Martínez que fou regidora del PP a Alacant i que ha ocupat diversos càrrecs tècnics al partit entre els quals el de directora estratègica i creativa de l'Ajuntament de las Rozas durant els anys que hi governà, Bonifacio de Santiago "el abuelo Boni" que fou imputat per prevaricació en el marc del cas de la Ciutat de Las Rozas, o també Martínez fou cap de premsa de l'empresari Luis SAans, condemnat l'escàndol sanitari més gran sanitari a l'Estat espanyol amb el frau de les clíniques iDental. Un altre col·laborador del mitjà és Bruno da Silva, un expilot de carreres francès, reconvertit en empresari i constructor a Mallorca, on ven habitatges de luxe a prínceps africans i regenta diversos locals d'oci nocturn. I finalment també hi col·labora Pilar Redondo la qual hi escriu articles molt centrats en la mort i el dol.
Aquest diari s'ha destacat per ser la font de campanyes mediàtiques de desinformació com la que s'inventava un divorci en el matrimoni entre Pablo Iglesias i Irene Montero, i que aquest segons el mitjà de comunicació mantindria una relació íntima amb Lilith Verstrynge, a més d'inventar-se també tot un seguit de compravendes immobiliàries de la parella a la ciutat de Madrid i Barcelona. Notícies falses que després serien propagades per mitjans de comunicació com Vozpopuli, Periodista Digital, El Español, Libertad Digital, PanAm Post, MSN (portal de notícies de Microsoft, La Razón, Onda Cero (ràdio d'Atresmedia), El Plural i OkDiario.

## Història
El diari Cierre Digital es fundà el setembre de 2018 a Madrid com a mitjà de comunicació dedicat a la investigació centrat en l'àmbit espanyol. La seva motivació diria ser el periodisme seriós i independent que no defugiria "els grans escàndols que es viuen a Espanya i en tots els camps de la informació (política, successos, esports, economia, societat, tecnologia, cultura, gastronomia, etcètera)". També diu identificar-se amb la investigació sobre presumptes irregularitats i corrupteles, citant com a referent a Ryszard Kapuściński:
| «                     | (castellà) En el buen periodismo, además de la descripción de un acontecimiento, tenemos también la explicación del por qué ha sucedido. En el mal periodismo sólo encontramos la descripción. | (català) En el bon periodisme, a més de la descripció d'un esdeveniment, també tenim l'explicació del perquè ha passat. Al mal periodisme només trobem la descripció. | » |
| — Ryszard Kapuściński | | |   |

Entre els col·laboradors del mitjà es troben periodistes i professors com Julio Merino, Felicísimo Valvuena o Juan Pérez Munguía.